# Église Saint-Pierre-ès-Liens de Veuxhaulles-sur-Aube
L'église Saint-Pierre-ès-Liens est une église catholique située à Veuxhaulles-sur-Aube en Côte-d'Or dont la construction remonte essentiellement au XIIIe siècle.

## Localisation
L’église Saint-Pierre-ès-Liens est située au centre du village de Veuxhaulles-sur-Aube.

## Historique
Le chœur date du XIIIe siècle et la nef du XVe siècle. La chapelle du chœur est rajoutée en 1681. Le massif antérieur et le clocher sont construits de 1825 à 1829 par l'architecte châtillonnais Simon Tridon construit et en 1844 un autre architecte châtillonnais, Henri Monniot, refait le plafond actuel de la nef et sa couverture. De nombreux sarcophages ont été mis au jour lors de ces travaux.

## Architecture et description
Construite en pierre de taille avec revêtement, l’église de plan allongé se compose d’une nef unique voûtée d’ogives. Le côté sud de l'édifice présente une belle porte double à accolade et le toit à longs pans est couvert d’ardoises et de tuiles plates. On note la présence d'un escalier tournant dans-œuvre.

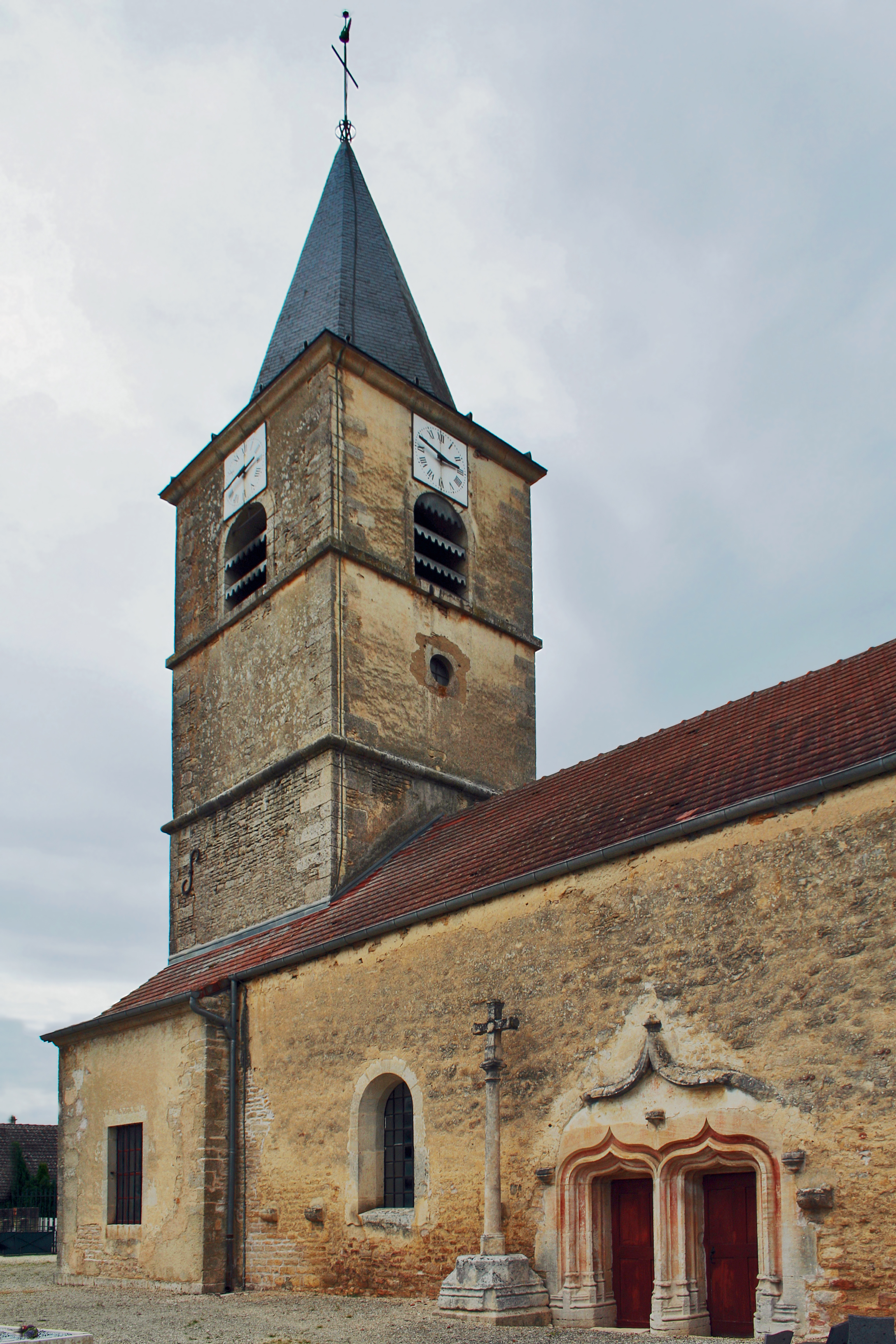
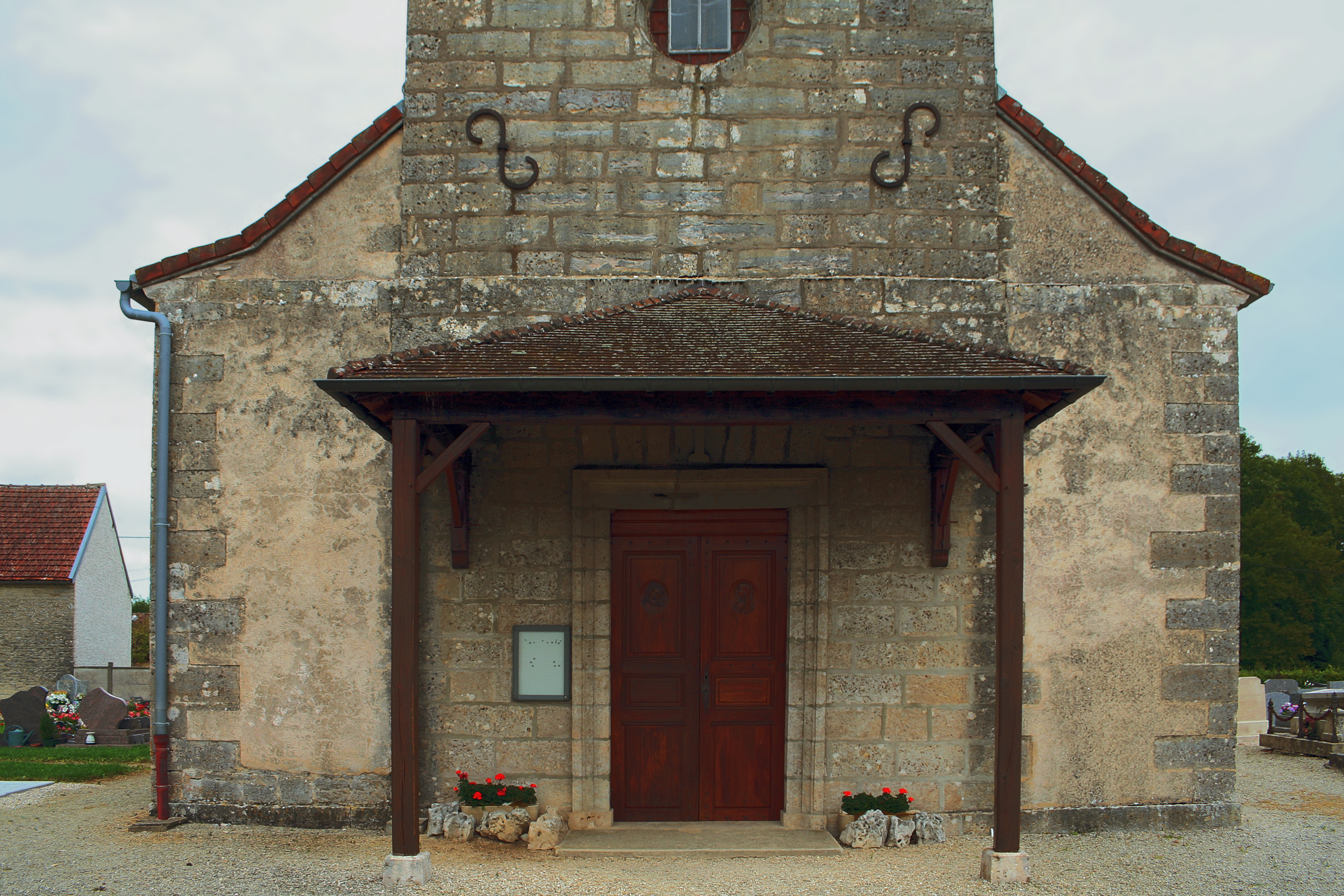
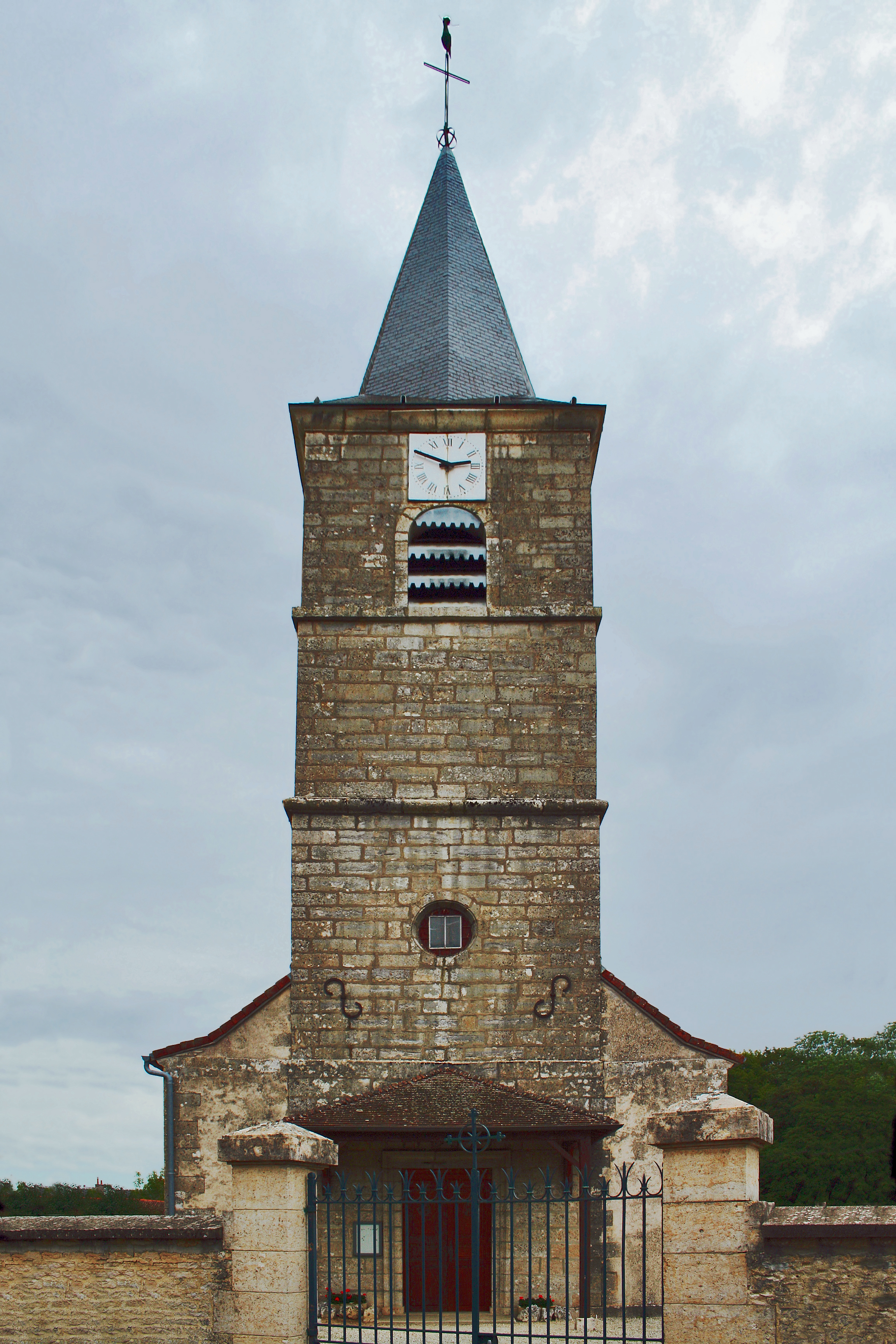

Le clocher du XIXe siècle carré et massif qui surplombe la façade ouest est surmonté d’une flèche polygonale et le portail est précédé d'un petit porche couvert d'un toit.

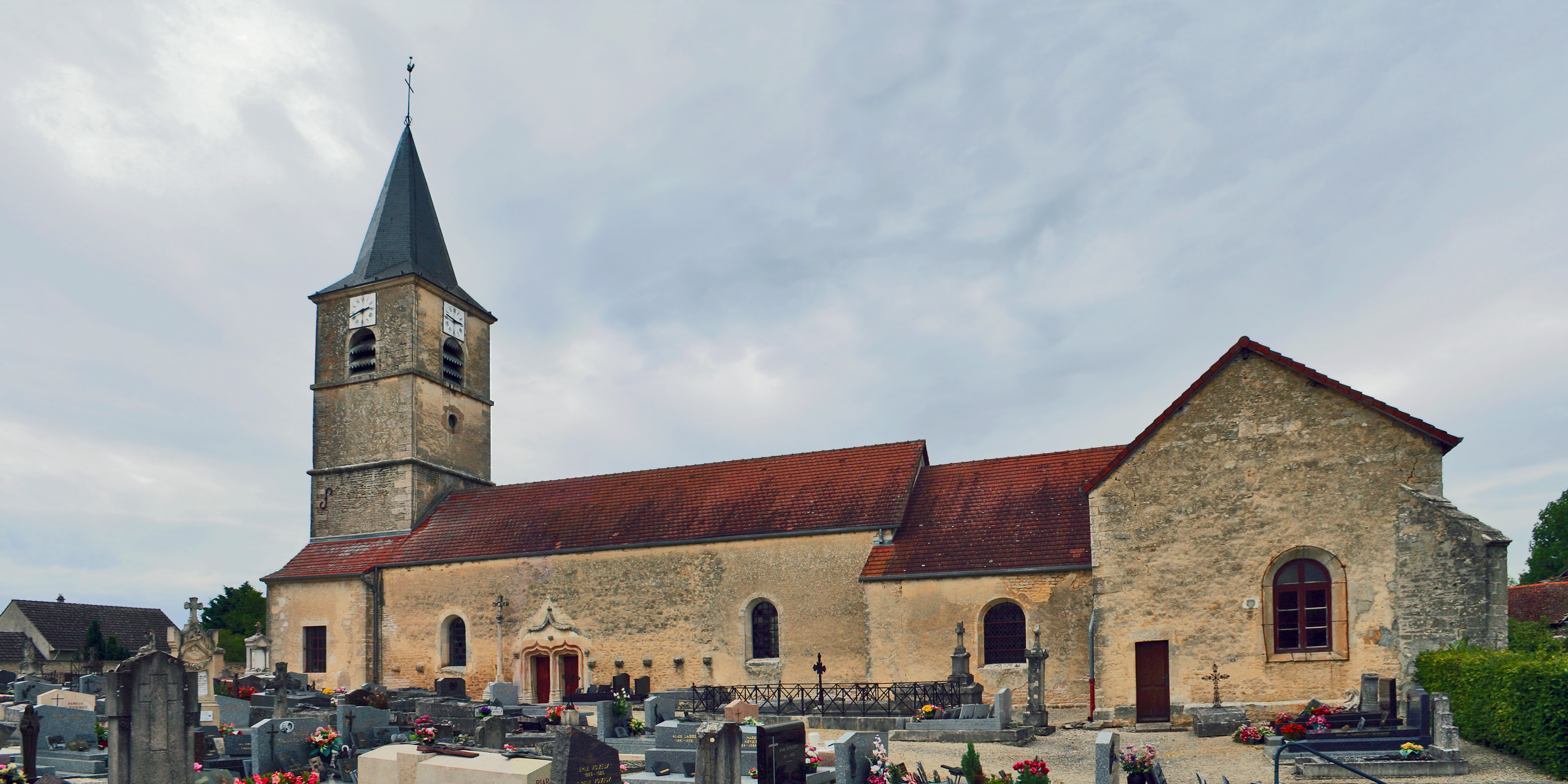

## Mobilier
Outre des peintures murales du premier quart du XVIe siècle et son retable principal du XVIIIe siècle, l’église renferme :
- une Pietà[3] et une Éducation de la Vierge du XVIIe siècle[4]
- deux autres retables du XIXe siècle
- deux statues polychromes du XIXe siècle : sainte Barbe (pierre) et saint Pierre (bois)